# René Ildefonse Dordillon
René Ildefonse Dordillon, né le 11 octobre 1808 à Sainte-Maure-de-Touraine et mort le 11 janvier 1888 à Taiohae, Établissements français de l'Océanie, est un prêtre picpussien français, missionnaire et évêque aux îles Marquises et linguiste de renom.

## Biographie
Cousin de Joseph Baudichon, premier évêque des Marquises, il est ordonné prêtre en 1832 et entre à la congrégation des Sacrés-Cœurs de Picpus en 1836. Il rejoint les îles Marquises en 1845, en est nommé vicaire apostolique en 1856 (en remplacement de son cousin).  
Il est sacré évêque titulaire de Cambysopolis (de), le 4 février 1857. 
Soutenu irrégulièrement par le commissaire impérial Gaultier de La Richerie, il réussit à développer les plantations de coton et enrichit la flore marquisienne de quelques nouvelles espèces : figuier, grenadier et vanille. Il s'intéresse à la langue marquisienne et publie un ouvrage : Grammaire et dictionnaire de la langue des îles Marquises.
Robert Louis Stevenson trace un portrait élogieux du père Dordillon dans son ouvrage Dans les mers du Sud.

## Publication
- Essai de grammaire de la langue des îles Marquises (1857)
- Grammaire et dictionnaire de la langue des îles Marquises (1904)
- Dictionnaire de la langue des îles Marquises. Français-Marquisien (1932)

## Sources
- Père Gérauld Chaulet, Mgr Dordillon, notice sur sa vie apostolique et sa mort, Paris, 1888
- Dictionnaire illustré de la Polynésie, vol.2, Ed. Christian Gleizal, 1988